# Военна авиация
 За военновъздушните сили на Италия вижте Военна авиация (Италия).  
Военна авиация може да означава:
- употребата на летателни апарати (самолети, хеликоптери и т.н.) за военни цели
- съвкупност от такива летателни апарати, използвани за военни цели

## Началото
Първото използване на въздуха за военни цели е било по време на военна операция от балони за разузнавателни цели и за направляване огъня на артилерията. В американската гражданска война са използвани поединично балони за разузнаване.
Първото въздушно нападение е провело австрийската армия на 22 август 1849 г., като хвърля, по предложение на лейтенанта и откривателя Франц фон Ухатиус, запалителни бомби върху Венеция от 110 балона с горещ въздух. Във Венеция, която след Виенския Конгрес е част от Австрия, 1848 италиански борци за свобода обявяват независимата „Repubblica di San Marco“. През август 1849 г. австрийците си възвръщат Венеция.
Първата военна акция на самолет за водене на война е бил полетът на един италиански самолет „Етрих Таубе“, който на 22. октомври 1911 г. разкрива в Триполи (Либия) един турски военен склад и го напада с двукилограмови бомби и един пистолет.
С това италианският генерал Джулио Гавоти основава своята теория за война с бомби, според която самолети трябва да бъдат строени специално за бомбардиране. Следователно той е считан за основател на теорията за въздушни нападения. Плановете му да подготви Италия напълно за въздушна война обаче, се сблъскват с голяма съпротива. След като неупълномощен заръчва построяването на бомбардировачи, той бива дисциплинарно осъден и преместен в пехотата. По-късно дори бива арестуван; едва когато Италия влиза в Първата световна война и понася опустошаващи поражения, той е отзован на своето място.
Всички Велики сили си създали въздушни единици, които обаче все още били част от армията или морската флота.